# GE C36-7
A GE C36-7 é uma locomotiva diesel-elétrica produzida pela GE a partir de 1978 até meados de 1985, sendo utilizada nos EUA, China, México, Gabão.
Tendo sido produzida nos EUA (584), Austrália (3) e Brasil (15) um total de 602 unidades.
As locomotivas produzidas no Brasil foram exportadas para México em 1980 para a empresa National de México.

## Brasil

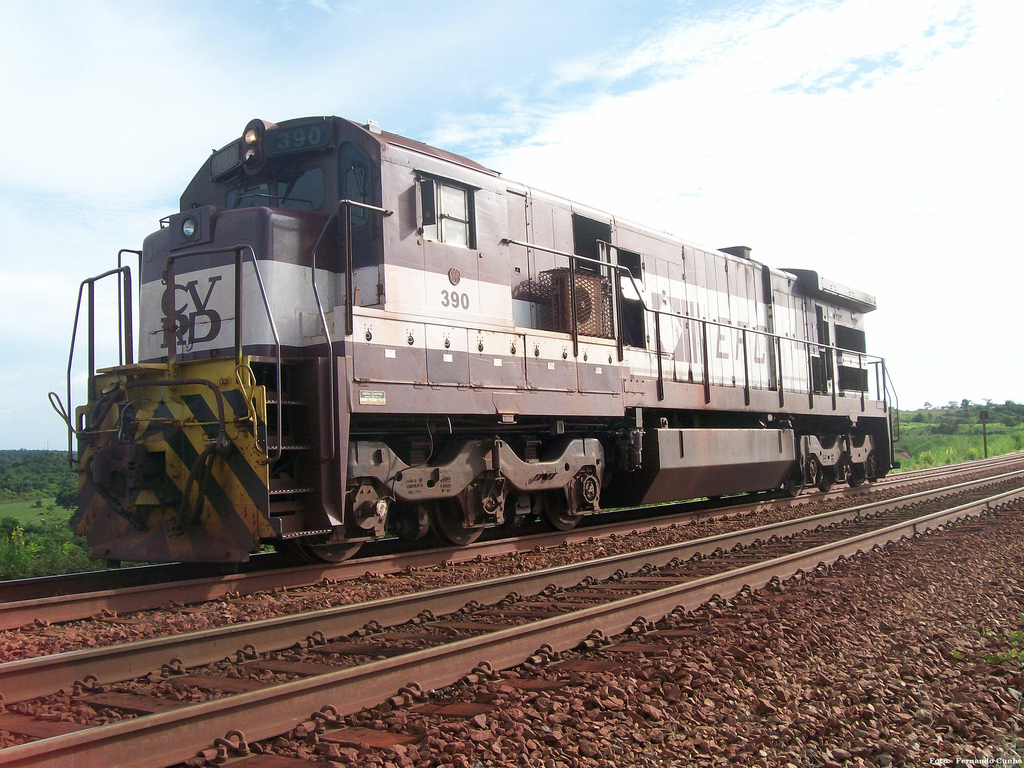
Locomotiva C36-7 da EFC(1º Padrão)

Originalmente a EFC comprou entre 1983 e 1986 quarenta locomotivas C30-7, numeradas de 301 a 341. Foram repotêncializadas como C36-7 a partir de 1990, sendo renumeradas entre 361 a 399.

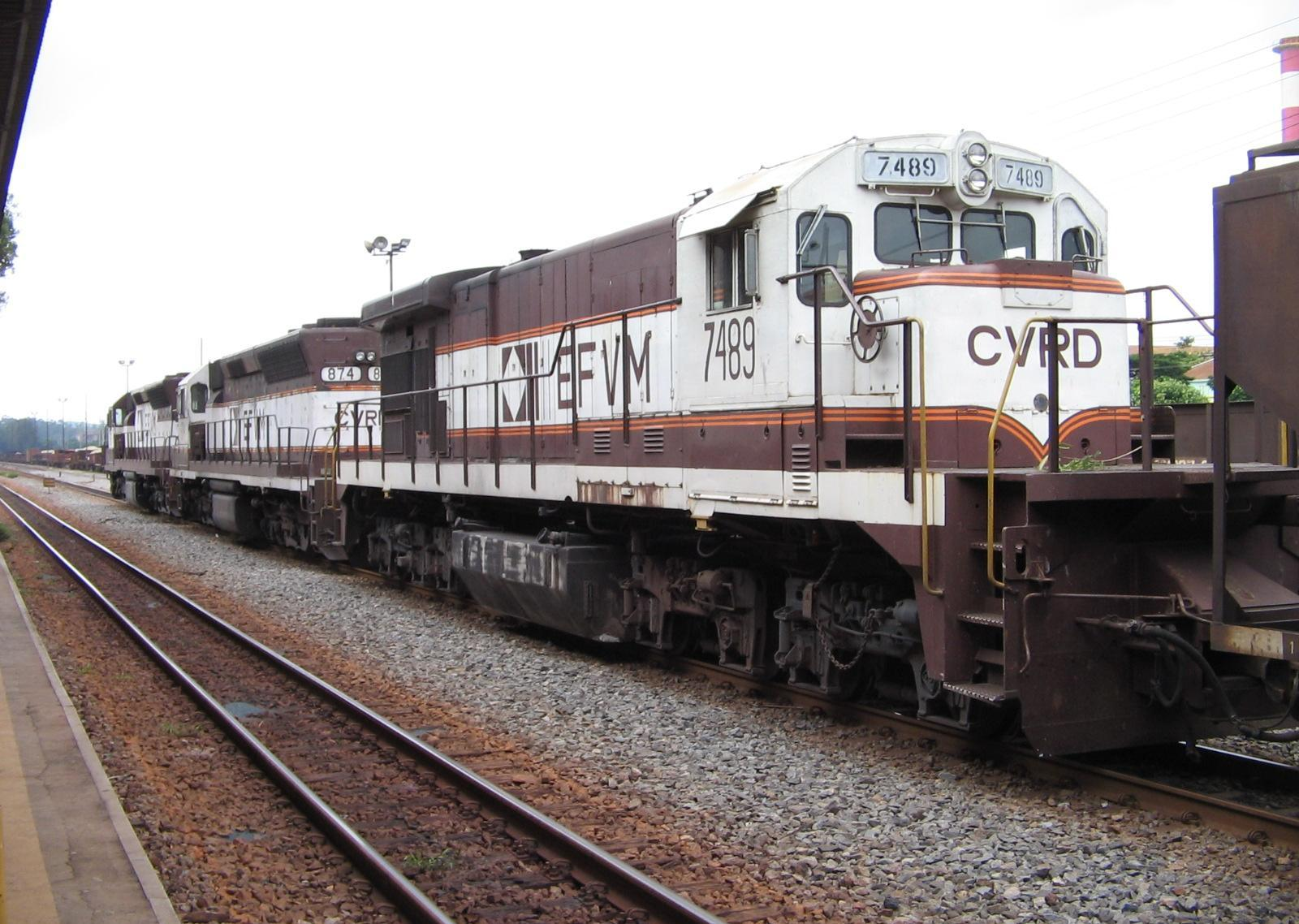
BB36-7 da EFVM.

## BB36-7
São locomotivas adaptadas pela EFVM, a partir de GE B36-7, compradas usadas nos EUA da GE norte americana que estava vendendo máquinas usadas da Conrail após sua privatização entre a Norfolk Southern e a CSX. A EFVM comprou um lote de 44 máquinas usadas que foi despachado para o Brasil, chegando em 2003. O navio com as 8 primeiras locomotivas que chegaram a Tubarão foi desembarcado e conduzido as oficinas da mesma cidade onde a EFVM iniciou um projeto junto a vários fabricantes nacionais para adequação dessas máquinas a bitola métrica, ao peso por eixo e ao limite de potência que os motores dessa bitola podem produzir. Atualmente grande parte dessas locomotivas operam na Rota do Calcário pela VLI Logística.

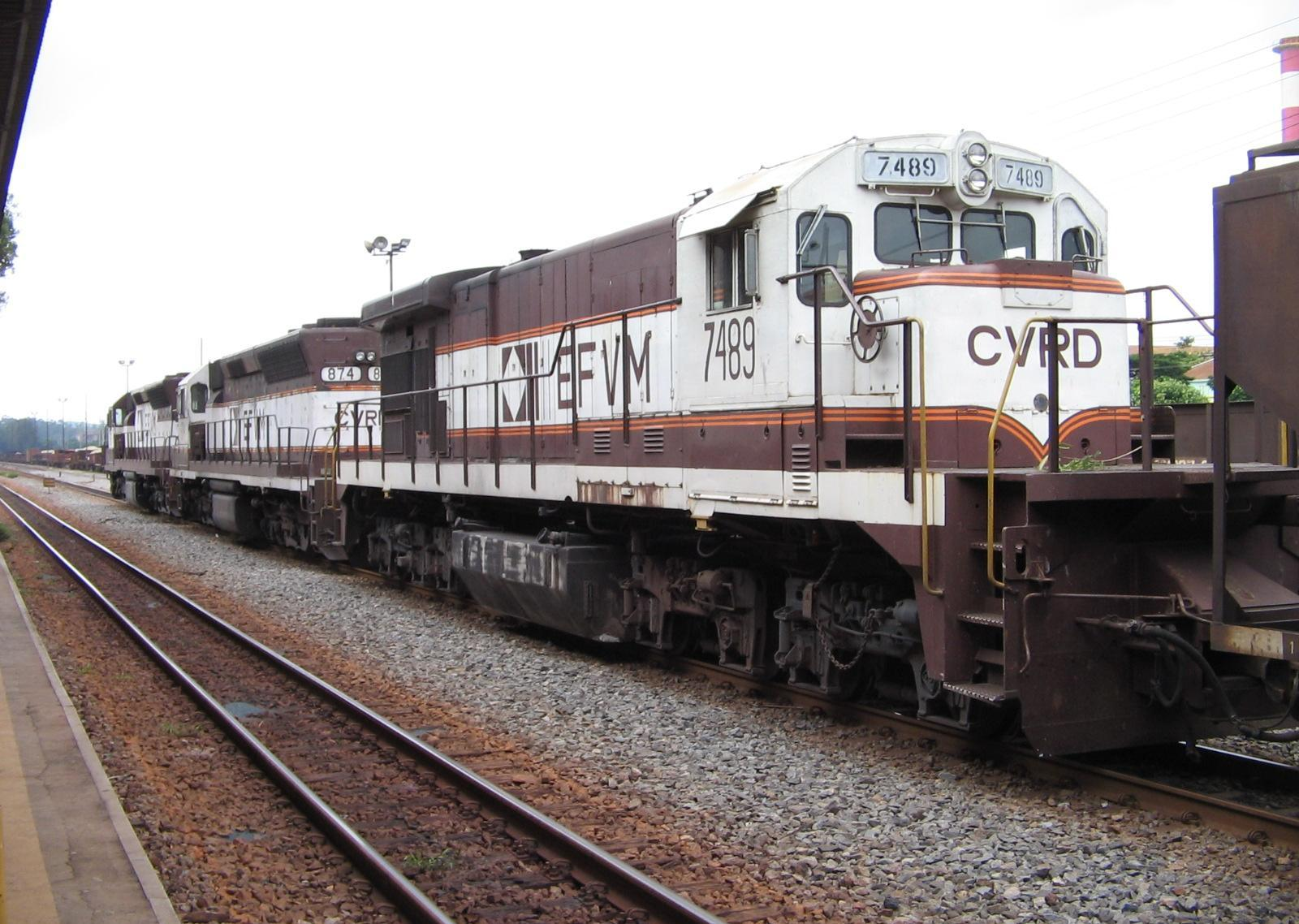
BB36-7 da EFVM.

## C36-7E
Locomotivas compradas usadas nos EUA pela MRS. Esteticamente elas são idênticas as C30-7 e C36-7. A diferença fica no motor diesel, onde as 7E possuem o motor 7FDL com injeção eletrônica de combustível (o mesmo das C36ME), por isso o nome C36-7E. Após a chegada, foram renumeradas pela mesma série das C36ME (38xx). Atualmente todas as locomotivas desse modelo foram repotêncializadas para o padrão C36ME, com instalação de microprocessadores de bordo semelhantes aos das C30-7MP.

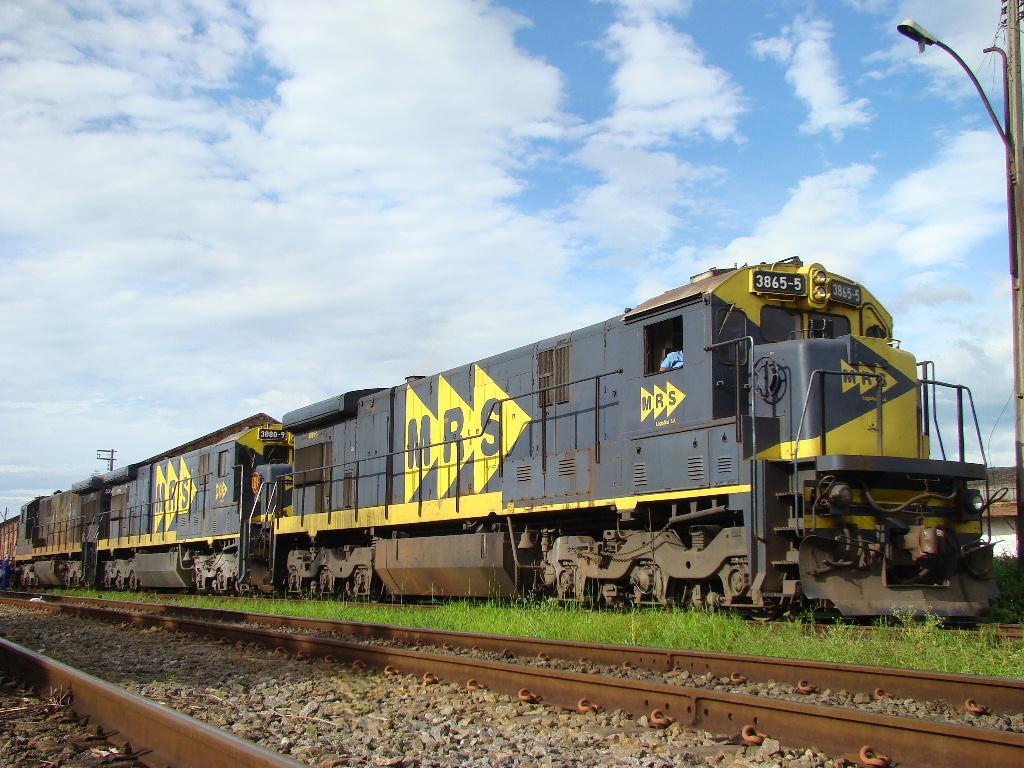
Locomotiva C36ME # 3865 da MRS em Cruzeiro-SP.

## C36ME
Foi a primeira compra de locomotivas usadas nos EUA pela MRS, em forma de leasing. Originalmente eram C30-7 fabricadas para a ATSF e Conrail. Foram modernizadas em 1999 com um motor de 3600HP de injeção eletrônica de combustivel, e com um novo controle de sistemas, que passou a ser operado pelo microprocessador de bordo Bright Star da GE. Essa foi a modernização interna feita que essas locomotivas acabou passando a serem denominadas de GE C36ME. Após a modernização, foram alugadas a Union Pacific, recebendo as cores da ferrovia.

### 1º Lote
9 locomotivas do modelo foram fornecidas pela Helm Financial (HLCX), sendo posteriormente adquiridas. Essas maquinas foram a primeira remessa de locomotivas usadas adquiridas pela MRS no EUA. Foram colocas em ordem de marcha e pintadas com o padrão da MRS durante a rebitolagem e revisões antes de sua entrega ao tráfego. Recebeu pela MRS a numeração (Sigo) que inicia no # 3801 e vai até a # 3809.
Posteriormente essas maquinas foram alugadas a Ferronorte, excetuando a # 3803 que sofreu um acidente na serra do mar com uma Dash-9 # 9041, sendo devolvida para a MRS em 2003.
Sete locomotivas chegaram com a pintura da UP intacta, mas com o nome Union Pacific apagado com uma faixa vermelha. As outras 2 unidades chegaram sem as inscrições "Union Pacific", a 585 e a 6901, esta última com grandes letras "HLCX" nas laterais.

### 2° Lote
Vieram em 2004 com a pintura da UP intacta sendo numeradas de # 3860 a # 3885. Diferente do 1° lote, nenhuma dessas locomotivas desse lote foi repintada durante a rebitolagem e foram entregues ao tráfego com a pintura da UP, apenas adesivada MRS, por isso o apelido Raiovack. A partir de 2007 essas locomotivas foram pintadas no padrão da MRS.